# Cream the Rabbit
Cream the Rabbit (クリーム・ザ・ラビット, Kurīmu za Rabitto) is een personage uit de Sonic the Hedgehog-franchise. Cream is een antropomorf konijn. Ze is een van de nieuwste personages uit de franchise, daar ze haar debuut maakte in Sonic Advance 2 op 19 december 2002.

## Personage
Cream is met zes jaar een van de jongste personages uit de serie. Ze is de dochter van Vanilla the Rabbit. Cream is vaak naïef daar haar moeder haar altijd behandelt als een prinses.
Cream wordt vrijwel altijd vergezeld door Cheese, een chao.
Cream kan korte tijd vliegen met haar oren.

## Rol in de computerspellen
Creams eerste rol als bespeelbaar personage was in Sonic Advance 2. Hierin was ze een vrijspeelbaar personage. Net als de andere personages in het spel is ze aan het begin gevangen door Dr. Eggman en moet eerst worden gered door Sonic, alvorens ze zelf een bespeelbaar personage wordt.
Cream is verder een bespeelbaar personage in de volgende spellen:
- Sonic Heroes
- Sonic Battle
- Sonic Advance 3
- Sonic and the Secret Rings (alleen in Party mode)
- Sonic Riders: Zero Gravity

In het spel Shadow the Hedgehog heeft Cream een cameo.
Cream is een NPC in Sonic Rush.
Cream staat op verschillende verzamelkaarten in Sonic Rivals.
Cream doet dienst als scheidsrechter in het spel Mario & Sonic op de Olympische Spelen.
Cream is te vinden in Mario & Sonic op de Olympische Winterspelen in de Avonturen-mode. Ze is daar te vinden in het eiland Poolnauw. Ze is niet speelbaar maar heeft een missie. Deze missie is op het begin bestemd voor Knuckles. Het was een missie van het evenement Rodelen. Als Knuckles de missie heeft volbracht heeft Cream een schat voor je. In deze schat zit een verrassing vaarvan je sterker wordt. Als je nog een keer bij Cream terugkomt kan je zelf kiezen wie je speelt.
Cream kon in *Sonic Advance af en toe gezien worden als ze rondvloog, maar was geen bespeelbaar personage.

## Andere media
Creams enige optreden buiten de computerspellen is in de animeserie Sonic X, en de bijbehorende stripserie. In deze serie komt ze net als de andere personages op de aarde terecht door Chaos Control. In de eerste twee seizoenen verblijft ze op de aarde. In het derde seizoen reist ze met de anderen de ruimte in om de Metarex te bevechten. Cheese en Vanilla doen ook mee in deze serie.
Cream, Vanilla en Cheese stonden aanvankelijk gepland voor een optreden in de stripserie Sonic the Hedgehog, maar dit plan werd later verworpen.